# Cycloteuthidae
Famille
Les cycloteuthidés (Cycloteuthidae) forment une famille de calmars.

## Taxons inférieurs
Selon World Register of Marine Species (15 mai 2016) :
- Genre Cycloteuthis Joubin, 1919
  - Cycloteuthis akimushkini
  - Cycloteuthis sirventi
- Genre Discoteuthis Young & Roper, 1969
  - Discoteuthis discus
  - Discoteuthis laciniosa